# Maj 2023

## 30 maja
- Indyjscy naukowcy z Laboratorium Badań Fizycznych odkryli TOI 4603b, egzoplanetę o masie 13 mas Jowisza[1].

## 28 maja
- Recep Tayyip Erdoğan został wybrany prezydentem Turcji na trzecią kadencję[2].
- Rozpoczął się drugi w sezonie wielkoszlemowy turniej tenisowy French Open 2023[3].
- W corocznym wieloetapowym wyścigu kolarskim Giro d’Italia zwyciężył Słoweniec Primož Roglič z zespołu Jumbo-Visma[4].

## 27 maja
- 11 osób zginęło, a 25 zostało rannych, gdy koczownicze plemię zostało uderzone przez lawinę w dystrykcie Astore, Gilgit-Baltistan, Pakistan[5].

## 26 maja
- Inwazja Rosji na Ukrainę: Rosja uderzyła w placówkę medyczną w Dnieprze, zabijając dwie osoby i raniąc 23 inne[6].
- Podczas XXIII Zjazdu Kościoła Adwentystów Dnia Siódmego w RP na nowego sekretarza Kościoła został wybrany pastor Piotr Bylina zastępując urzędującego od 2008 roku Marka Rakowskiego, zaś na skarbnika Kościoła został wybrany Piotr Gołaszewski, który zastąpił urzędującego od 1993 roku Maksymiliana Adama Szklorza[7].

## 25 maja
- Inwazja Rosji na Ukrainę: Siły Grupy Wagnera zaczęły wycofywać się z Bachmutu w obwodzie donieckim, przekazując kontrolę nad miastem rosyjskiej armii[8].
- Rosja i Białoruś podpisały w Mińsku porozumienie zezwalające na stacjonowanie rosyjskiej taktycznej broni jądrowej na terytorium Białorusi. Prezydent Alaksandr Łukaszenka stwierdził, że broń była już przewożona na Białoruś[9].
- Według Urzędu Statystyk Narodowych migracja netto do Wielkiej Brytanii osiągnęła rekordowy poziom 606 tys. osób, głównie z powodu przybyszów spoza Unii Europejskiej. W odpowiedzi minister ds. imigracji Robert Jenrick potwierdził zobowiązanie rządów do „zmniejszenia ogólnej migracji netto do zrównoważonego poziomu”[10].
- Amerykańska Agencja Żywności i Leków (FDA) zatwierdziła pierwsze badanie kliniczne Neuralink na ludziach dotyczące implantów mózgowych w celu leczenia paraliżu i ślepoty[11].
- Podczas XXIII Zjazdu Kościoła Adwentystów Dnia Siódmego w RP na nowego przewodniczącego Kościoła został wybrany pastor Jarosław Dzięgielewski[12].

## 22 maja
- Co najmniej 20 dzieci zginęło w pożarze szkoły średniej w Mahdia w Gujanie[13].
- Rajd na obwód biełgorodzki: Gubernator obwodu biełgorodzkiego Wiaczesław Gładkow stwierdził, że ukraińskie „grupy dywersyjne” wkroczyły do rejonu grajworońskiego. Ukraińskie media donosiły, że transgraniczny atak był prowadzony przez rosyjskie rebelianckie ugrupowania opozycyjne, Rosyjski Korpus Ochotniczy i Legion Wolność Rosji. Legion Wolności Rosji donosił, że zdobył rosyjskie miasta Kozinka i Gora-Podoł. Most na Worskli w pobliżu Grajworonu został zniszczony w wyniku eksplozji[14][15].
- Meta, firma macierzysta Facebooka i Instagrama, została ukarana rekordową grzywną w wysokości 1,2 miliarda euro przez europejskie organy regulacyjne ds. prywatności za naruszenie ogólnych przepisów o ochronie danych. Grzywna wynikała z faktu, że firma „przetransportowała dane osobowe europejskich użytkowników Facebooka do Stanów Zjednoczonych, nie chroniąc ich w wystarczającym stopniu przed praktykami nadzoru danych w Waszyngtonie”[16].

## 20 maja
- Co najmniej 12 osób zginęło, a dziesiątki zostało rannych w tłumie na stadionie piłkarskim Estadio Cuscatlán w San Salvador w Salwadorze[17].
- Inwazja Rosji na Ukrainę: Lider Grupy Wagnera Jewgienij Prigożyn stwierdził, że Bachmut został zdobyty. Ministerstwo Obrony Ukrainy odrzuciło to twierdzenie, mówiąc, że jego siły nadal kontrolowały dzielnicę na najbardziej wysuniętym na zachód krańcu miasta[18].

## 19 maja
- Do 463 osób wzrosła liczba ofiar śmiertelnych cyklonu Mocha w Mjanmie[19].
- Trzęsienie ziemi o sile 7,7 w skali Richtera nawiedziło Wyspy Lojalności w Nowej Kaledonii, powodując ostrzeżenia przed tsunami w Tonga, Tuvalu, Vanuatu i innych krajach południowego Pacyfiku oraz generując 60-centymetrowe tsunami w Lénakel na Vanuatu[20][21].

## 18 maja
- Liczba ofiar śmiertelnych powodzi w regionie Emilia-Romania we Włoszech wzrosła do 13, ponieważ w Rawennie zginęło jeszcze pięć osób[22].

## 17 maja
- Osiem osób zginęło w Forlì-Cesena, Rawennie i Bolonii, a 20 tys. zostało ewakuowanych podczas powodzi w regionie Emilia-Romania we Włoszech. W całym regionie z brzegów wylały 23 rzeki[23].
- Inwazja Rosji na Ukrainę: Siły rosyjskie ostrzeliwały obszar obwodu chersońskiego, zabijając co najmniej pięciu cywilów, w tym dziecko, a 17 innych zostało rannych[24].
- Prezydent Ekwadoru Guillermo Lasso rozwiązał Zgromadzenie Narodowe, doprowadzając do przedterminowych wyborów. Kilka dni wcześniej parlament rozpoczął procedurę impeachmentu wobec Lasso[25].
- Podczas wspinaczki na Jungfrau zginął Kacper Tekieli, polski wspinacz i instruktor wspinaczki sportowej[26].

## 16 maja
- Co najmniej 80 osób zostało zabitych przez uzbrojonych napastników podczas strzelaniny w kilku wioskach w stanie Plateau w Nigerii[27].
- Liczba ofiar śmiertelnych cyklonu Mocha w Mjanmie wzrosła do 81 osób. Większość ofiar i szkód miała miejsce w stanie Rakhine[28].
- Inwazja Rosji na Ukrainę:

- W Kijowie odnotowano kilkanaście eksplozji, gdy Rosja przeprowadziła atak rakietowy na stolicę i inne ukraińskie miasta. Siły ukraińskie stwierdziły, że zestrzelono sześć hipersonicznych pocisków Ch-47M2 Kindżał.
- Rosyjskie Ministerstwo Obrony podało, że zniszczono system obrony powietrznej MIM-104 Patriot w Kijowie. Jednak amerykański urzędnik stwierdził, że system został uszkodzony, ale nie zniszczony.

## 14 maja
- Co najmniej 26 osób zginęło, gdy furgonetka zderzyła się z ciężarówką w Tamaulipas w Meksyku[31].

## 13 maja
- Reprezentantka Szwecji Loreen z utworem Tattoo wygrała finał 67. Konkursu Piosenki Eurowizji[32].

## 6 maja
- Karol III został koronowany na króla Wielkiej Brytanii[33].
- Na autostradzie w obwodzie niżnonowogrodzkim doszło do zamachu na rosyjskiego pisarza Zachara Prilepina, który w przeszłości pełnił funkcję zastępcy dowódcy batalionu w armii samozwańczej Donieckiej Republiki Ludowej. Do przeprowadzenia zamachu przyznał się ruch partyzancki ATESZ. W wyniku zamachu Prilepin został ranny, a jego kierowca zginął[34].

## 5 maja
- Co najmniej 176 osób zginęło w powodziach w wioskach Bushushu i Nyamukubi w Kiwu Południowym w Demokratycznej Republice Konga[35].
- Trzęsienie ziemi o sile 6,3 w skali Richtera nawiedziło prefekturę Ishikawa w Japonii, zabijając jedną osobę i raniąc 22 inne[36].
- Inwazja Rosji na Ukrainę: Lider Grupy Wagnera Jewgienij Prigożyn zapowiedział, że z powodu braku amunicji jego bojownicy 10 maja opuszczą Bachmut w obwodzie donieckim i przekażą pozycje jednostkom rosyjskiego Ministerstwa Obrony[37].
- Światowa Organizacja Zdrowia ogłosiła zakończenie globalnego stanu zagrożenia spowodowanego COVID-19[38].

## 4 maja
- Strzelanina w Mladenovacu: Osiem osób zginęło, a 14 zostało rannych w masowej strzelaninie w okolicach Mladenovac w Belgradzie w Serbii po kłótni, która wybuchła na szkolnym podwórku. To drugie wielokrotne morderstwo w mieście w ciągu 48 godzin, które miało miejsce dzień po strzelaninie w szkole podstawowej im. Vladislava Ribnikara[39].

## 3 maja
- Powodzie zabiły co najmniej 109 osób w Rwandzie i sześć osób w Ugandzie[40].
- 17 osób zginęło, a 29 zostało rannych po zderzeniu autobusu i ciężarówki na autostradzie w prowincji Nowa Dolina w Egipcie[41].
- Inwazja Rosji na Ukrainę:

- Rosja oskarżyła Ukrainę o próbę zamachu na prezydenta Władimira Putina po zestrzeleniu dwóch dronów w pobliżu Kremla. Rzecznik twierdził, że Putina nie było na Kremlu w czasie ataku. Opublikowane nagranie pokazuje, jak co najmniej jeden dron uderza w kompleks. Ukraina zaprzeczyła jakiemukolwiek udziałowi w ataku.
- Siły rosyjskie ostrzelały obwód chersoński, zabijając 16 cywilów i raniąc 22 innych.

- Strzelanina w szkole w Belgradzie: 13-letni chłopiec zabił dziewięć osób podczas masowej strzelaniny w szkole podstawowej w Belgradzie w Serbii[44].
- Naukowcy ogłosili udaną ekstrakcję antycznego DNA z liczącego 20 tys. lat wisiorka z zębem łosia znalezionego w Jaskini Denisowa[45].

## 2 maja
- Wojna w Somalii (od 2009): Siły somalijskie zabiły 67 bojowników Asz-Szabab i przejęły wiele broni w ramach ofensywy przeciwko grupie w regionie Mudug[46].
- 10 osób zostało rannych, a ponad 2805 budynków zostało uszkodzonych w wyniku trzęsienia ziemi o sile 5,3, które nawiedziło Baoshan w prowincji Junnan w Chinach[47].

## 1 maja
- Inwazja Rosji na Ukrainę:

- Rosja przeprowadziła ataki rakietowe i dronami na Ukrainę. Wśród trafionych celów znajdowała się strefa przemysłowa w Pawłohradzie w obwodzie dniepropietrowskim, gdzie duża eksplozja uszkodziła lub zniszczyła 19 wieżowców, 25 domów prywatnych, a 34 osoby zostały ranne. Siły ukraińskie stwierdziły, że zestrzeliły 15 z 18 rakiet wystrzelonych przez siły rosyjskie.
- Ukraiński generał pułkownik Ołeksandr Syrski stwierdził, że wojska ukraińskie odbiły części środkowego Bachmutu, ale sytuacja na miejscu „pozostawała trudna”.

- 15 osób zginęło po tym, jak niezidentyfikowani napastnicy otworzyli ogień na farmie w Kérou w Beninie[50].